# Palaeopsylla similis
Palaeopsylla similis är en loppart som beskrevs av Alfonso Dampf 1910. Palaeopsylla similis ingår i släktet Palaeopsylla och familjen mullvadsloppor.

## Underarter
Arten delas in i följande underarter:
- P. s. similis
- P. s. peusi